# 13. ústřední výbor Komunistické strany Číny
13. ústřední výbor Komunistické strany Číny (čínsky pchin-jinem Zhōngguó Gòngchǎndǎng dìshísānjiè Zhōngyāng Wěiyuánhuì, znaky zjednodušené 中国共产党第十三届中央委员会) byl nejvyšší orgán Komunistické strany Číny v letech 1987–1992, mezi XIII. a XIV. sjezdem. Na XIII. sjezdu pořádaném v říjnu–listopadu 1987 jeho delegáti zvolili ústřední výbor o 175 členech a 110 kandidátech. Během svého funkčního období se výbor sešel devětkrát, poprvé v závěru sjezdu, kdy zvolil užší vedení strany – 13. politbyro a jeho stálý výbor včetně generálního tajemníka ÚV a 13. sekretariát ústředního výboru.
Funkční období 13. ústředního výboru trvalo do XIV. sjezdu v říjnu 1992.

## Jednání
1. zasedání 2. listopadu 1987 v Pekingu
Zvoleno užší vedení strany: 13. politbyro sestavené ze sedmnácti členů a jednoho kandidáta. K běžnému řízení strany vybral ze členů politbyra pětičlenný stálý výbor, který se skládal z generálního tajemníka ÚV Čao C’-janga a dále Li Pchenga, Čchiao Š’a, Chu Čchi-liho a Jao I-lina. Ostatními dvanácti členy politbyra byli Wan Li, Tchien Ťi-jün, Ťiang Ce-min, Li Tchie-jing, Li Žuej-chuan, Li Si-ming, Jang Žu-taj, Jang Šang-kchun, Wu Süe-čchien, Sung Pching, Chu Jao-pang a Čchin Ťi-wej. Jediným kandidátem politbyra se stal Ting Kuan-ken. 13. sekretariát tvořili tajemníci Chu Čchi-li (výkonný tajemník), Čchiao Š’, Žuej Sing-wen a Jen Ming-fu. Předsedou ústřední vojenské komise ÚV byl zvolen Teng Siao-pching, prvním místopředsedou Čao C’-jang a místopředsedy Jang Šang-kchun a Liou Chua-čching. V čele disciplinární komise byl potvrzen Čchiao Š’.
2. zasedání 15.–19. března 1988 v Pekingu
Schváleny návrhy na obsazení vedení čínského parlamentu, politického poradního shromáždění a vlády pro nadcházející ustavující zasedání parlamentu a shromáždění nového volebního období.
3. zasedání 29.–30. září 1988 v Pekingu
Přijat harmonogram reforem cen a mezd, vládě uloženo držet inflaci pod kontrolou.
4. zasedání 23.–24. června 1989 v Pekingu
Jednání proběhlo po potlačení protestů v Pekingu. Ve zprávě přednesené Li Pchengem byl ostře kritizován Čao C’-jang za své chování během protestů, obviněn z „pasivního přístupu ke čtyřem hlavním principům“, „politiky opoziční buržoazní liberalizace“ a zanedbání výstavby strany, budování duchovní civilizace a ideologické a politické práce.
Změny vedení strany: odvolán Čao C’-jang a s ním i Chu Čchi-li, Žuej Sing-wen a Jen Ming-fu. Ústřední výbor zvolil generálním tajemníkem Ťiang Ce-mina, stálý výbor politbyra doplnil ještě Sung Pchingem a Li Žuej-chuanem, tajemníky ÚV zvolil Li Žuej-chuana a Ting Kuan-kena.
5. zasedání 6.–9. listopadu 1989 v Pekingu
Změny ve vedení strany: Teng Siao-pching rezignoval na svoji poslední funkci, předsedy Ústřední vojenské komise, nahradil ho Ťiang Ce-min. Novým tajemníkem ÚV zvolen Jang Paj-ping.
6. zasedání 9.–12. března 1990 v Pekingu
Projednány ekonomické otázky, kritizován růst „byrokracie, subjektivismu, formalismu, pasivity a korupce“.
7. zasedání 25.–30. prosince 1990 v Pekingu
Přijat program rozvoje národní ekonomiky a společnosti na příští desetiletí a směrnice pro 8. pětiletý plán.
8. zasedání 25.–29. listopadu 1991 v Pekingu
Přijata opatření k posílení samostatnosti rolníků, v zájmu zvýšení produkce potravin.
9. zasedání 5.–9. října 1992
Příprava XIV. sjezdu.